# Thoupten Phuntshog
Thoupten Phuntshog (tibétain : ཐུབ་བསྟན་ཕུན་ཚོགས, Wylie : thub bstan phun tshogs), aussi appelé  Guéshélags (1923 au Tibet - 31 janvier 2014 à Veneux-les-Sablons), est un érudit, moine bouddhiste tibétain gelugpa réfugié en France depuis 1960.

## Biographie
Thoupten Phuntshog est né en 1923 dans la région de Nyémo au Tibet. Jeune, il rejoint le collège de Ganden Jangtsé, avant d'entrer en 1945 au monastère de Dagpo Datsang. Il est dob-dob, avant de devenir étudiant en philosophie.
En 1945, il est admis à Dagpo Datsang, où il rencontre Dagpo Rinpoché qu'il ne quittera plus, devenant son ami, son intendant, son frère et son disciple.
En 1959, il est témoin du soulèvement tibétain et s'enfuit du Tibet avec Dagpo Rimpotché. Après la traversée périlleuse de l'Himalaya, ils arrivent en Inde, où ils sont recueillis par des disciples de Gandhi. Ils vivent à Kalimpong, dans l'Inde du Nord, un peu moins d'un an chez l'ethnologue Alexander W. Macdonald, et quand ils sont choisis par Rolf Stein pour qu'ils se rendent en France, Macdonald les accompagne à Dharamsala pour obtenir la bénédiction du 14e dalaï-lama qui leur enjoint d'aller en France pour travailler avec des tibétologues et témoigner des souffrances du Tibet après la conquête chinoise.
En 1960, il arrive avec Dagpo Rinpoché à Paris et travaille quelques années avec des universitaires avant d'être embauché à Électricité de France comme documentaliste. En 1963, à l'occasion de la publication en français de l'autobiographie du dalaï-lama Ma terre et mon peuple, une interview de lui et de Dagpo Rinpoché par Pierre Dumayet à la maison de la Radio est diffusée dans l'émission Lectures pour tous.
En 1963, pour obtenir une carte de réfugiés en France, Phuntshog et Dagpo Rinpoché sont amenés à rencontrer le directeur de l'Office français de protection des réfugiés et apatrides dépendant du ministère des Affaires étrangères, André Guibaut, dont la vie fut sauvée autrefois par l'abbé d'un monastère de l'est du Tibet où il était en mission secrète lors de la Seconde Guerre mondiale. Cette entrevue fait remonter des souvenirs émouvants pour Guibaut qui leur remet le lendemain le papier qui leur permet d'obtenir leurs pièces d'identité auprès d'un service spécialisé.
En 1965, par l’intermédiaire de Jetsun Pema, ils font la connaissance de Pierre de Grèce. En 1972, ce dernier informe Thoupten Phuntshog que le dalaï-lama devra différer sa visite en France, en raison de la visite de Georges Pompidou en Chine, le prince ajoute qu'il demandera à Philip Mountbatten d'intervenir pour permettre au dalaï-lama de se rendre en Angleterre la même année.
En 1973, Dagpo Rinpoché et Thoupten Phuntshog acquièrent la nationalité française.
En 1999, il participe avec Dagpo Rinpoché à l’émission Voix bouddhistes, animée alors par Catherine Barry. En janvier 2002, à l'occasion de la publication de son autobiographie J'ai connu le Tibet libre, écrite en collaboration avec l'ancien rédacteur en chef de La Vie Jean-Philippe Caudron à partir d'entretiens enregistrés, il est à nouveau l'invité de l’émission de France 2.
Son excellente mémoire fut mise à profit dans Le Lama venu du Tibet, une biographie de Dagpo Rinpoché publiée en 1998 et rédigée par Jean-Philippe Caudron principalement d'après ses entretients avec Dagpo Rinpoché.